# Al-Muhtadee Billah

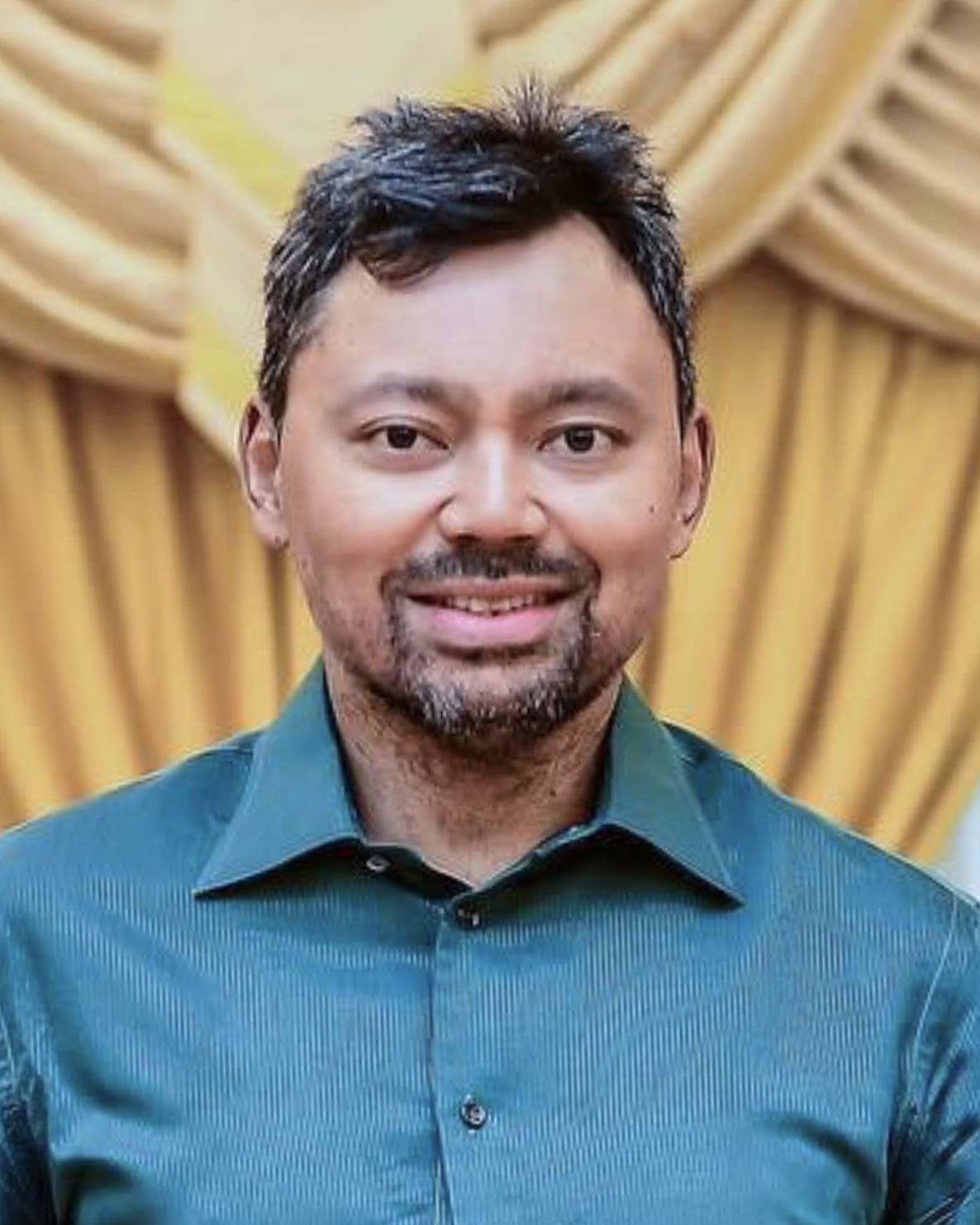
Al-Muhtadee Billah

Prințul Moștenitor Al Haji-Muhtadee BillahBolkiah (n. 17 februarie 1974) este primul fiu născut și moștenitorul sultanului din Brunei. 

## Biografie
Prințul Al-Muhtadee Billah s-a născut la  Istana Darul Hana, Bandar Seri Begawan la 17 februarie 1974. Este primul fiu născut și moștenitorul sultanului din Brunei. El este fiul sultanului Hassanal Bolkiah și a primei soții a acestuia, Pengiran Anak Saleha.
Al-Muhtadee Billah a participat la câteva cursuri ale Universității din Brunei Darussalam și și-a început educația în străinătate la Centrul Oxford pentru Studii Islamice în octombrie 1995. A fost înmatriculate pentru admiterea la University of Oxford's Foreign Service Programme, la Colegiul Magdalen, Oxford, pe care a absolvit-o în 1997. În timp ce era la Oxford, a urmat un program de studiu special conceput pentru el, care a inclus studii islamice, comerț, diplomație și relații internaționale. A primit diploma în Studii diplomatice într-o adunare specială care a avut loc la 3 august 1998, în Bandar Seri Begawan.
La 10 august 1998, la Istana Nurul Iman, Al-Muhtadee Billah a fost proclamat Prinț Moștenitor al Brunei. La ceremonie, tatăl său, Sultanul, i-a conferit 'Keris Si Naga'. Acest lucru l-a pus în linia de succesiune pentru a deveni cel de-al 30-lea sultan al Brunei. Ceremonia a fost urmată de procesiunea din jurul capitalei, Bandar Seri Begawan.

### Căsătorie și copii
La 9 septembrie 2004, la Palatul Nurul Iman, la vârsta de 30 de ani, s-a căsătorit cu Pengiran Anak Sarah în vârstă de 17 ani. Printre invitații de la nuntă s-au inclus: Prințul Richard, Duce de Gloucester, Naruhito, Prințul Moștenitor al Japoniei, rajahul din Perlis, prinții Bandar și Saud al-Faisal ai Arabiei Saudite, regele Bahrainului și alți sultani din Malaezia. De asemenea, la nuntă au patricipat șefi de stat și de guverne din Singapore, Thailanda, Malaezia, Indonezia și Filipine.
Copii:
- Pengiran Muda Abdul Muntaqim (17 martie 2007).[2]

- Pengiran Anak Muneerah Madhul (2 ianuarie 2011).[3]

- Pengiran Muda Muhammad Aiman (7 iunie 2011).
- Pengiran Anak Faathimah Az-Zahraa (1 decembrie 2017).